# 미드타운 매드니스
미드타운 매드니스(Midtown Madness)는 엔젤 스튜디오가 개발하고 마이크로소프트가 배급한 마이크로소프트 윈도우용 자동차 경주 게임으로, 1999년 5월 1일 데모 버전이 다운로드 형식으로 공개되었고, 1999년 5월 27일에 정식으로 발매되었다. 후속편, 미드타운 매드니스 2는 2000년에, 시리즈의 마지막 작품인 미드타운 매드니스 3은 엑스박스용으로 2003년에 발매되었다. 미드타운 매드니스 1은 시카고를 배경으로 하고 있고, 미드타운 매드니스 2는 샌프란시스코, 런던을 배경으로 하고 있고, 미드타운 매드니스 3는 파리, 워싱턴 D.C.를 배경으로 하고 있다. 거리 레이스에서 승리해 새 자동차를 얻는 것이 게임의 목표이다.
마이크로소프트가 개발한 전례가 없는 가상 도시에서의 자유로운 운전이라는 게임 환경을 통해 플레이어는 몇몇 모드 중 하나를 택해 도시를 탐험할 수 있으며, 날씨와 교통 상황을 지정할 수 있다.
LAN이나 인터넷을 통한 멀티플레이어 모드를 지원한다. 종합적으로, 이 게임은 게임 웹사이트에서 긍정적인 평가를 받았으며, 리뷰어들은 일반적으로는 게임플레이, 몇몇은 그래픽을 격찬하기도 했다.

## 게임 콘텐츠
미드타운 매드니스는 블리츠(Blitz), 서킷(Circuit), 체크포인트(Checkpoint), 크루즈(Cruise) 네 가지 싱글 플레이어 모드를 갖추고 있다. 블리츠 모드에서는 시간 제한 안에 목적지에 도착해야 하며, 서킷 모드에서는 플레이어가 다른 차량으로 경주하며, 체크포인트 모드에서는 경찰 차량이나 보행자 같은 방해 요소가 추가되며, 크루즈 모드는 단순히 도시 전역을 운전하는 것이다.
여러 가지 랜드마크도 포함되어 있다. 플레이어는, 신호등, 휴지통, 주차 미터, 우체통 등을 파괴할 수 있으며, 체크포인트 모드에서, 다른 차량들은 교통 신호에 따라 움직이지만 플레이어는 전혀 그럴 필요가 없다.

## 차량, 버스 추가
기본차량으로는 무언가가 부족한 느낌이었지만 정품의 경우 차량을 추가할 수 있다.
일반적으로 미드타운 매드니스는 Archive확장자만 지원한다. 대표적인 MM2 사이트는/www.mm2x.com/mm2riva이다. 여기서 MM2 맵이나 자료 등을 받을 수 있다.

## 한국의 미드타운 매드니스 2
미드타운 매드니스2는 원래 레이싱 게임이지만. 한국에서는 에드온 개발로 인하여 버스 운행에 관한 차고지, 터미널, 고속도로 등이 추가되었다.

## 평가
| 평가 |        |
| --- | ------ |
| 통합 점수 통합사 점수 게임랭킹스 81.26% [ 2 ] 평론 점수 평론사 점수 올게임 [ 3 ] CVG 5/5 [ 4 ] 에지 8/10 [ 5 ] [ 6 ] 게임팬 [ 7 ] 게임프로 [ 8 ] 게임스팟 7.7/10 [ 9 ] IGN 8.4/10 [ 10 ] PC 게이머 (US) 90% [ 11 ] PC 존 90% [ 12 ] The Cincinnati Enquirer [ 13 ] Next Generation [ 14 ] |        |
| 통합 점수 |        |
| 통합사 | 점수   |
| 게임랭킹스 | 81.26% |
| 평론 점수 |        |
| 평론사 | 점수   |
| 올게임 | [ 3 ]  |
| CVG | 5/5    |
| 에지 | 8/10   |
| 게임팬 | [ 7 ]  |
| 게임프로 | [ 8 ]  |
| 게임스팟 | 7.7/10 |
| IGN | 8.4/10 |
| PC 게이머 (US) | 90%    |
| PC 존 | 90%    |
| The Cincinnati Enquirer | [ 13 ] |
| Next Generation | [ 14 ] |